# Gülşah Kocatürk
Gülşah Kocatürk (Esmirna, 1 de gener de 1986) és una esportista turca que va competir en judo, guanyadora d'una medalla de bronze al Campionat Europeu de Judo de 2009 en la categoria de +78 kg.
Va participar en els Jocs Olímpics de Londres 2012, on va finalitzar novena en la categoria de +78 kg.

## Palmarès internacional
| Campionat Europeu | Campionat Europeu  | Campionat Europeu | Campionat Europeu |
| Any               | Lloc               | Medalla           | Categoria         |
| ----------------- | ------------------ | ----------------- | ----------------- |
| 2009              | Tbilisi ( Geòrgia) | 3                 | +78 kg            |